# Acrocercops rhynchograpta
Acrocercops rhynchograpta är en fjärilsart som beskrevs av Edward Meyrick 1920. Acrocercops rhynchograpta ingår i släktet Acrocercops och familjen styltmalar. Inga underarter finns listade i Catalogue of Life.